# Труфанов, Виктор Трофимович
Виктор Трофимович Труфанов (род. 6 декабря 1952, Боровской, Кустанайская область) — руководитель департамента береговой охраны Пограничной службы ФСБ России (2006-2011).

## Биография
Родился 6 декабря 1952 года в поселке Боровской Боровского района Кустанайской области, Казахстан.
В 1974 году окончил Алма-Атинское высшее пограничное командное училище КГБ при Совете министров СССР, в 1984-м — Высшую школу КГБ СССР им. Ф. Э. Дзержинского.
С 1974 по 2003 год проходил службу в органах КГБ СССР и ФСБ России. С 1987 года служил заместителем начальника Особого отдела КГБ СССР по Отдельной мотострелковой дивизии особого назначения имени Ф. Э. Дзержинского ВВ МВД СССР. С февраля 2003 года — начальник управления ФСБ России по внутренним войскам МВД России.
С 2003 года — заместитель руководителя Пограничной службы Федеральной службы безопасности Российской Федерации.

## Семья
Женат, имеет дочь.

## Награды
Среди его государственных наград:
- ордена «За военные заслуги».
- Медаль «За отличие в охране государственной границы СССР»
- Кавалер Золотого Почетного знака «Общественное признание» (2004)
- орден Почета (ряд ведомственных и юбилейных наград)